# Соболево (Андреапольский район)
Соболево — деревня в Андреапольском районе Тверской области. Входит в состав Андреапольского сельского поселения.

## География
Деревня расположена на правом берегу Западной Двины в 6,5 километрах к юго-западу от районного центра, города Андреаполь.

## История
Деревня впервые упоминается под названием Соболева на топографической карте Фёдора Шуберта, изданной в 1871 году. Имела 8 дворов.
В списке населённых мест Торопецкого уезда Псковской губернии за 1885 год значится деревня Соболево (№ 12140). Имела 11 дворов и 63 жителя.
На карте РККА, изданной в 1941 году обозначена деревня Соболево. Имела 25 дворов.

## Население
| 2002 | 2010 |
| ---- | ---- |
| 29   | ↘20  |

Национальный состав
Согласно результатам переписи 2002 года, в национальной структуре населения русские составляли 86 % от жителей.